# Sudan Peoples Democratic Front
El Sudan Peoples Democratic Front (SPDF) o Front Democràtic Popular del Sudan (FDPS) fou una organització política del sud del Sudan integrada al United Democratic Salvation Front. Fou el nom que va agafar el Moviment d'Independència del Sud del Sudan el 2001.
Igual que la seva organització mare, estava dirigida per Riak Machar, que la va crear quan va trencar amb el govern de Khartum el 2001. Amb les faccions que llavors van rebutjar l'acord de 1997 es va formar el SPDF (Sudan Peoples Democratic Front) i la branca militar SPDF (Sudan Peoples Defense Forces).
El 6 de gener de 2002 el UDSF/SSDF (del que el SPDF era el principal membre) es va unir al SPLA (Exèrcit d'Alliberament del Poble Sudanès) i es va acordar que les dos organitzacions funcionarien sota el nom de SPLA/SSDF. El 20 de juliol del 2002 es va signar el Protocol de Machakos amb el govern que va obrir el camí de la pau en reconèixer el dret d'autodeterminació. L'acord va provocar la defecció dels comandantes d'ètnia Nuer, Tito Biel Chor i Marko Liah, oposats per considerat que beneficiava als dinka, que van restablir el Moviment d'Independència del Sud del Sudan.
Teòricament va existir fins al gener 2006 quan, mort John Garang (2005), el SPLA i el SSDF es van unir (Declaració de Juba).